# Pomnik Karola Świerczewskiego w Warszawie (Wola)
Pomnik Karola Świerczewskiego – pomnik, który w latach 1968–1990 znajdował się przed budynkiem Fabryki Wyrobów Precyzyjnych im. gen. Świerczewskiego przy ul. Kasprzaka 29/31 w Warszawie.

## Historia
Ufundowane przez pracowników zakładu popiersie generała zostało odsłonięte 20 października 1968, podczas obchodów 70-lecia istnienia Fabryki Wyrobów Precyzyjnych im. gen. Świerczewskiego, przez przewodniczącego Rady Państwa Mariana Spychalskiego.
Autorem odlanego z brązu popiersia był Gustaw Zemła. Na cokole umieszczono napis Generał Świerczewski, natomiast na płycie stanowiącej podstawę pomnika Wielkiemu Polakowi – Załoga Fabryki 1968 r.. Pomnik upamiętniał patrona przedsiębiorstwa Karola Świerczewskiego, który pracował w nim w latach 1912–1915 (w tamtym czasie nosiło ono nazwę Gerlach i Pulst SA).
Pomnik został rozebrany w 1990. Zdemontowane popiersie przewieziono do Centrum Rzeźby Polskiej w Orońsku. Był jednym z trzech pomników Karola Świerczewskiego w Warszawie; pozostałe znajdowały się przy wylocie tunelu Trasy W-Z oraz na terenie Akademii Wychowania Fizycznego.